# Novooleksandrivka (Ananiev), Bârzula
Novooleksandrivka (în ucraineană Новоолександрівка) este un sat în comuna Ananiev din raionul Bârzula, regiunea Odesa, Ucraina.

## Demografie
Componența lingvistică a localității Novooleksandrivka
     Ucraineană (85,69%)
     Rusă (8,15%)
     Română (5,8%)
     Alte limbi (0,18%)
Conform recensământului din 2001, majoritatea populației localității Novooleksandrivka era vorbitoare de ucraineană (85,69%), existând în minoritate și vorbitori de rusă (8,15%) și română (5,8%).